# كورسد ماونتن
كورسد ماونتن ؛ الجبل الملعون (Cursed Mountain) لعبة فيديو من نوع مغامرات رعب البقاء على الأجهزة الوي، تم تطويرها بواسطة سبروينغ إنتراكتف بالتعاون مع ديب سيلفر فيينا، نُشرت عن طريق ديب سيلفر، وصدرت نسخة مايكروسوفت ويندوز من اللعبة في 5 فبراير 2010 في أوروبا، وبتاريخ في 25 أغسطس 2009 في أمريكا الشمالية. تُركز اللعبة على مُتسلق الجبال إريك سيمونز الذي يبحث عن أخيه المفقود فرانك، الذي أطلق العنان للأشباح والوحوش على الأراضي المحيطة في جبال الهيمالايا.
استمر التطوير اللعبة على مدى عامين بما في ذلك مرحلة ما قبل الإنتاج، وتمت مشاركته بين عدة استوديوهات خارجية؛ ضم فريق العمل خبير الصناعة المُخضرم بوب بيتس ككاتب سيناريو وموظفين سابقين في روكستار فيينا. أراد الفريق إنشاء تجربة لُعبة تختلف عن باقي الألعاب في السوق، مع التركيز على البيئات المفتوحة والفولكلور الواقعي. كما ركزت ما قبل الإنتاج على البحث في الفولكلور البوذي التبتي وقصص البقاء على قيد الحياة من جبال الهيمالايا. بينما كانت التقنية القائمة على التحكم في الحركة موجودة دائمًا، تمت إضافة العناصر القائمة على القتال بناءً على تعليقات المختبرين.
تم الإعلان عن اللعبة في عام 2008، مع دعم تسويقي ضئيل من ديب سيلفر حتى الإصدار، شهدت اللعبة استقبالاً مختلطاً، وتم الإشادة بسردها وجوها، لكن العديد انتقدوا استخدام التحكم في الحركة. فكانت اللعبة الوحيدة التي ابتكرتها ديب سيلفر فيينا قبل إغلاقها في فبراير 2010.

## أسلوب اللعب
كورسد ماونتن هي لعبة فيديو مغامرات رعب البقاء، حيث يلعب اللاعبون دور مُتسلق الجبال إريك سيمونز. تنقسم اللعبة إلى ثلاثة عشر مستوى، حيث يتحكم اللاعب في إيريك وهو يستكشف عددًا من البيئات ويحل الألغاز ويقاتل الأشباح المعادية. يتم التحكم في جميع تحركات اللاعب باستخدام أدوات ريموت وي وننشاكو. بينما تستخدم الحركة الأساسية والإجراءات التفاعلية لوحة الاتجاهات والأزرار، تعتمد العديد من المُحفزات القتالية والبيئية على عناصر التحكم في الحركة في ضوابط الحركة. إذا مات إريك، تنتهي اللعبة ويجب على اللاعب إعادة التحميل من نقطة حفظ سابقة.
أثناء استكشاف المستوى، يجب فتح بعض الأبواب والمسارات عن طريق إكمال الألغاز في مناطق أخرى من المستوى. تتطلب بعض الألغاز من إريك تفعيل عينه الثالثة، والتي تكشف عن الرموز المخفية في البيئة. خلال بعض الأقسام، يجب على إريك تسلق الجدران الشفافة، مع تعيين حركاته إلى عناصر التحكم في الحركة. أثناء الاستكشاف، يمكن لإريك العثور على عناصر مثل أعواد البخور التي تعيد الصحة، وإدخالات دفتر اليومية التي توضح تقاليد اللعبة. يتم تخزين العناصر والأسلحة التي عثر عليها اللاعب في حقيبة ظهر.
أثناء الاستكشاف، يتعرض إريك للهجوم من قبل أشباح معادية، ويتم جذبهم إلى عالم الظل أثناء القتال. لرؤية الأشباح بوضوح ومهاجمة الأشباح، يجب على إريك تنشيط عينه الثالثة، واستخدام فأس معزز بجسم طقسي لإطلاق مقذوفات على الأشباح المهاجمة. بمجرد إضعافه، يظهر رمز متوهج على شبح. يجب على اللاعب أن يضغط على الرمز، ثم يكمل حدثًا سريعًا للوقت عن طريق مطابقة إيماءات الحركة بجهاز التحكم عن بعد وننشاكولإبعاد الأشباح بشكل دائم. بالإضافة إلى الهجمات بعيدة المدى، يستطيع إريك أيضًا تحريك الفأس لإلحاق الضرر بالأشباح مباشرةً. أثناء اللعبة، يمكن ترقية الفأس بسحر جديد يغير قوة ونوع الذخيرة. بالنسبة لمنفذ مايكروسوفت ويندوز، تم إعادة تصميم ميكانيكية التحكم في الحركة؛ باستخدم الماوس لرسم أنماط محددة على الشاشة.

## الملخص
تدور أحداث القصة في أواخر الثمانينيات في جبال الهيمالايا التبتية، وتبدأ القصة بسجل من المتسلق إيريك سيمونز؛ تم تعيين شقيقه الأصغر فرانك من قبل منظم الرحلات الاستكشافية الثري إدوارد بينيت لاستعادة قطعة أثرية من تورما من جبل شومو لونزو. يعتقد السكان المحليين ممارسو طقوس تشود البوذية أن شومو لونزو هو تجسيد للإلهة بالدين لامو. بعد مشادة مع شريكه في التسلق، يصعد فرانك وحده إلى الجبل ثم يختفي. فيذهب إريك بنفسه لمحاولة إنقاذ فرانك، يجد مدينة لاندو مهجورة تمامًا. يهاجمه شبح، ويتم إنقاذه بصعوبة من قبل الراهب ثودبا، الذي يعلم إريك أن يوقظ عينه الثالثة ويقاتل الأشباح قبل أن يختفي. عند وصوله إلى بينيت، يعلم أن فرانك ارتكب خطأً في الاستعدادات الطقوسية لتسلق جبل شومو لونزو، ولكن ربما لا يزال على قيد الحياة وأن ثودبا يمكنه المساعدة.
أثناء صعوده، علم إريك أن محاولة بينيت الخاصة للحصول على تيرما قد فشلت وكلفته ساقه، لذلك استأجر فرانك للحصول عليها. يتم توجيهه من قبل أحد الناجين في قرية تشيركو إلى اليوجيني جومو مينمو، الذي يكشف أن فرانك لا يزال على قيد الحياة وكان يعمل مع متدربها مينجما لتسلق الجبل. يتحدث مينمو مع بالدين لامو، ثم يتحول إلى عداء ويتهم فرانك بإغضاب بالدين لامو، ويطالب بدم إريك كتعويض. بالعودة إلى تشيركو، يحارب إريك روح طائر وحشية، ثم يؤدي مينمو طقوسًا أخيرة تحذره من رحلة شاقة ويتكشف أن بالدين لامو لم يقرر مصير فرانك، مما يمنح إريك الأمل في أن يتمكن من إنقاذه. عند الوصول إلى الدير، يعلم إريك أن بينيت استدعى فرانك لأنه يتناسب مع نبوءة مترجمة حول استعادة تيرما. يكشف لاما دير ديرج غونشن أن فرانك استخدم تيرما لمحاولة الدخول إلى باردو(حالة وسيطة بين الموت والبعث)، وهو عالم انتقالي بين الحياة والتقمص والنيرفانا. روح فرانك محاصرة في باردو، لكن يمكنها العودة إلى جسده.
عندما وصل إريك إلى المعسكر الأساسي، قام بتجميع ما حدث. لم يكمل فرانك الرحلات الطقسية الإثني عشر اللازمة قبل الصعود، لذلك مر بسلسلة من الطقوس مع مينجما كاختصار. وقع مينجما وبول في الحب، مما أدى إلى إبطال مكانة مينجما المُقدسة. تسلق فرانك الجبل بدلاً من تكرار العملية، وهو فعل أيقظ اللعنة على الحملة وأطلق العنان للأشباح من باردو. عند الوصول إلى المعسكر الأساسي، علم إريك أن بينيت قتلت مينجما في حالة غضب بعد محاولتها الفرار. في مواجهة بينيت وبول بالأدلة، قتل بينيت بول، وتحول إلى وحش شيطاني يدمره إريك. يصل إريك قمة شومو لونزو ويواجه التجسد الجسدي لشياطينه الداخلية. يقوم إريك بعد ذلك ثم يطهر إريك اللعنة بالتيرما، مما يؤدي إلى تهدئة بالدين لامووإحياء فرانك. بعد أن يرى فرانك شياطينه، يقرر الموت والتقمص. ويعود إريك إلى أسفل الجبل تاركًا جسد فرانك والتيرما على قمته.

## التطوير
تم تطوير كورسد ماونتن بشكل مشترك من قبل سبروينج التفاعلية وفرع فيينا من ديب سيلفر، الذي عمل أيضًا كناشر. ضم فريق ديب سيلفر فيينا العديد من الموظفين من الاستوديو السابق روكستار فيينا. كان المفهوم الأول عبارة عن لعبة تدور أحداثها داخل أديان ومشاهد آسيا. باستخدام هذه كقاعدة، قرروا أن جبال الهيمالايا التبتية هي المكان الذي يؤدى إلى عناصر تسلق الجبال. من هناك، تمت تسوية آلية القتال الأساسية لطرد الأشباح باستخدام إيماءات التحكم، مما أدى إلى قيام الفريق بتطوير العنوان على منصة وي. استمر التخطيط لما قبل الإنتاج لمدة عشرة أشهر، تبعه تسعة عشر شهرًا من الإنتاج النشط. بالإضافة إلى الاستوديوهات الرئيسية، قام الفريق بتوظيف ستة عشر شركة خارجية في أربعة عشر دولة مختلفة. لضمان الاستمرارية بين هؤلاء المطورين، وضع الفريق تصميم اللعبة في مستند بسيط وتمسك به، مع التواصل بشكل متكرر مع الاستوديوهات الأخرى عبر مكالمات الويب. وصف مارتن فيليب، أحد موظفي ديب سيلفر، كورسد ماونتن بأنه العنوان الأول للشركة الذي يعتمد كثيرًا على الاستعانة بمصادر خارجية لاستوديوهات أخرى. كانت هناك بعض المشكلات المتعلقة بالاتصال والتأخير في إنشاء شريحة عمودية من طريقة اللعب، وأغلق عدد قليل من شركاء الإنتاج أثناء تطوير اللعبة.
تم اختيار بيئة الثمانينيات لتعزيز الجو المعزول، مما يحرم اللاعبين من التكنولوجيا الحديثة التي يمكن أن تساعد في حالات الطوارئ. كان ذلك أيضًا وقتًا سادت فيه الخرافات حول قدوم المتسلقين الغربيين إلى المنطقة وانتهاكهم العادات المحلية، الأمر الذي تم التوصل إليه داخل اللعبة بشكل حرفي. في حين أن هناك عناصر رائعة، أراد الفريق الحفاظ على التناقض فيما يتعلق بما إذا كانت الأشباح حقيقية، أو ما إذا كانت الشخصيات تعاني من الهلوسة بسبب الارتفاع. كتب السيناريو بوب بيتس، خبير الصناعة المخضرم، الذي كان ينشئ السيناريو قبل الانتهاء من بعض الإعدادات. ووصف العمل بدون هذه الإشارة بأنه أصعب جزء في عمله. تضمن بحث الفريق أفلامًا وثائقية متعددة حول البوذية، والدالاي لاما، وتحديداً قصة البقاء والفراغ. كان التركيز على أخٍ يبحث عن آخر مستوحى مباشرة من خسارة رينهولد ميسنر لأخيه في رحلة استكشافية. استمد أصل إريك الإسكتلندي من العدد الكبير لمتسلقي الجبال الاسكتلنديين خلال تلك الفترة. أراد الفريق أيضًا صوت شخصية لم تسمع في العديد من الألعاب، والذي كان من الممكن أن يكون شبه مستحيل مع بطل الرواية الأمريكي. كما قاموا بدمج طقوس العالم الحقيقي في السرد، مثل تقليد الكورا (الدوران حول موقع مقدس قبل دخوله).
قام بتأليف الموسيقى دارين لامبورن، الذي عمل أيضًا كمخرج صوت، تعكس موسيقاه البيئة القاسية والعناصر الدينية والمواضيع الأكثر قتامة. لتقديم هذه الموضوعات، خلط لامبورني عمدًا بين الموسيقى والمؤثرات الصوتية داخل اللعبة. حصل على العديد من الآلات الموسيقية الأصلية في المنطقة ودمجها في كل من المقطوعة والصوت البيئي. كما قام بدمج الترانيم التبتية. لخلق الإحساس البيئي الصحيح، مزج لامبورن الآلات الموسيقية وغناء الأشباح مع المؤثرات الصوتية في عدة مناطق، بهدف تجنب «كليشيهات هوليوود» واستخدام البيئة لإثارة التوتر. تم التسجيل الصوتي في لندن، حيث كان جميع الممثلين إما إنجليزيين أو اسكتلنديين ليتناسبوا مع رغبات الفريق السردية.
صُممت اللعبة باستخدام محرك ألعاب "Athena" الخاص الذي تم إنشاؤه بواسطة سبروينج لعرض تأثيرات بيئية المعقدة وعالية الجودة على الوي. يهدف الفريق إلى جعل جميع العناصر، من البيئة إلى الأشباح، واقعية بقدر الإمكان لتعزيز انغماس اللاعب. يجب أن يكون كل مستوى فريدًا من نوعه، حيث يُظهر التغييرات في المناظر الطبيعية والهندسة المعمارية تسلق إريك أعلى الجبل. كما أراد الفريق أيضًا أن تكون الرحلة بأكملها إلى أعلى الجبل مرئية من طرفي المسار، وهو أمر يصعب تحقيقه على الوي. تمثلت إحدى تحديات الإنتاج في حجم المستويات؛ كانت تصميماتهم الأصلية أكبر، ولكن نظرًا لقيود الأجهزة تم تقليل حجمها. كانت الرغبة المبكرة هي التأكد من أن عناصر اللعب المختلفة (الاستكشاف، البقاء، القتال) متوازنة مع بعضها البعض بحيث لا يهيمن عليها أي عنصر واحد. في الأصل، كانت ميكانيكة الرماية غير موجودة، وكانت إيماءات الصلاة القائمة على الحركة هي ميكانيكية القتال الوحيدة. بسبب ملاحظات المختبرين، نفذ الفريق القتال القائم على الفأس. استندت الإيماءات المستخدمة لإبعاد الأشباح على مفهوم العالم الحقيقي للمانترا. باستخدام المانترا كقاعدة، قام الفريق بدمج عناصر اللعب المألوفة و «المبتكرة»، وكان الهدف من نظام الإيماءات فتح لغة جسد اللاعب وجعله يواجه مخاوفه أثناء هزيمة الأشباح. قام الفريق أيضًا بدمج عناصر خاصة بالمستوى والتي من شأنها استخدام ميزات التحكم في الوي.

## الإصدار
تم الإعلان عن لعبة كورسد ماونتن في يوليو 2008 في مؤتمر ألعاب لايبزيغ.  وتم عرض عنوان اللعبة في E3 2009. كانت اللعبة جدير بالذكر بسبب اختيار النظام الأساسي والمحتوى الناضج، حيث اشتهرت منصة Wii بالعناوين الموجهة نحو الأسرة، اكتملت النسخة التجريبية بحلول مارس من العام التالي. وحين أكتملها، استمرت تعديلات التوازن والإضاءة حتى تاريخ الإصدار. في الفترة التي سبقت الإصدار، كان دعم التسويقي للعبة ضئيلًا نسبيًا. صدرت في أمريكا الشمالية في 25 أغسطس 2009. واستمر إطلاقها في أوروبا في 4 سبتمبر، وفي أستراليا في 15 أكتوبر. تم إصدار نسخة محدودة عند الإطلاق، بما في ذلك قرص مزدوج الوجه يعرض فيلمًا وثائقيًا عن اللعبة والموسيقى التصويرية الكاملة. تمت الإشارة إلى الإصدار لنظام التشغيل ويندوز في منتصف عام 2009 عن طريق تسريب التصنيف ESRB للمنصة. تم إصدار المنفذ بواسطة ديب سيلفر في 5 فبراير 2010 باعتباره المنفذ الأوروبي الحصري. وكانت كورسد ماونتن هي العنوان الوحيد الذي طورته ديب سيلفر فيينا قبل إغلاق الشركة الأم Koch Media في فبراير 2010 بسبب ما وصفوه بـ «الوضع الاقتصادي للعام الحالي»، ليتم نقله إلى أستوديو آخر.

## الإستقبال
| استقبال |        |
| --- | ------ |
| مجموع النقاط المجموع نقاط ميتاكريتيك 67/100 [ 33 ] نتائج المراجعة نشرة نقاط يورو غيمر 5/10 [ 34 ] غيم سبوت 7.5/10 [ 35 ] غيمز رادار [ 36 ] غيم تريلرز 6.5/10 [ 37 ] آي جي إن 7.5/10 [ 38 ] نينتندو لايف 8/10 [ 39 ] نينتندو باور 7/10 [ 40 ] نينتندو ورلد ريبورت 8/10 [ 41 ] مجلة نينتندو الرسمية 82% [ 42 ] بال جي إن 8/10 [ 43 ] |        |
| مجموع النقاط |        |
| المجموع | نقاط   |
| ميتاكريتيك | 67/100 |
| نتائج المراجعة |        |
| نشرة | نقاط   |
| يورو غيمر | 5/10   |
| غيم سبوت | 7.5/10 |
| غيمز رادار | [ 36 ] |
| غيم تريلرز | 6.5/10 |
| آي جي إن | 7.5/10 |
| نينتندو لايف | 8/10   |
| نينتندو باور | 7/10   |
| نينتندو ورلد ريبورت | 8/10   |
| مجلة نينتندو الرسمية | 82%    |
| بال جي إن | 8/10   |

أعطت مراجعة الموقع الكلي ميتاكريتيك كورسد ماونتن درجة طبيعية 67 من 100، مما يشير إلى استقبال «مختلط أو متوسط» بناءً على 51 مراجعة. عند إطلاق اللعبة، شهدت اللعبة ردود فعل متباينة من الصحفيين، حيث أشاد الكثيرون بأجوائها وأخطأوا في الضوابط.

## روابط خارجية
- كورسد ماونتن على موبي غيمز